# 알베르트 그뷔드뮌손
알베르트 그뷔드뮌손 (Albert Guðmundsson, 1997년 6월 15일 ~ )는 아이슬란드의 축구 선수이며, 제노아에서 공격형 미드필더 또는 공격수로 뛰고 있다. 그의 아버지는 전 축구 선수이자 현 해설가인 그뷔드뮌뒤르 베네딕트손이며 그의 어머니는 전 축구 선수 잉기 비외른 알베르트손의 딸이자 축구 선수로 활약한 크리스트비외르 잉가도티르이다.